# Perusia rubripicta
Perusia rubripicta là một loài bướm đêm trong họ Geometridae.